# New松本引越センター
New松本引越センター（ニューまつもとひっこしセンター）は、大阪府大阪市北区に本社を置く株式会社まつもとがフランチャイズ展開する日本の貨物輸送運輸業者である。
破産した松本引越センターから同社が業務を引き継いで営業している。フランチャイズ方式を取っており、関東、東海、関西、四国、九州に加盟店がある。また、旧・松本引越センター時代に使用していたフリーダイヤルの電話番号は、現在利用できなくなっている。

## 沿革
- 2008年10月6日 松本引越センターの破産手続開始決定。
- 2010年4月9日 株式会社まつもとを設立。松本引越センターの業務を引き継いで営業開始。

## キャラクター
公式ページでは、松本引越センターで使用されていたゾウのキャラクターを引き続き使用している。また、松本引越センターの過去のCMも一部公開されている。